# Ammophila sickmanni
Ammophila sickmanni är en biart som beskrevs av Kohl 1901. Ammophila sickmanni ingår i släktet Ammophila och familjen grävsteklar.

## Underarter
Arten delas in i följande underarter:
- A. s. sickmanni
- A. s. wusheensis